# Élections législatives de 2007 en Rhône-Alpes
Les élections législatives de 2007 en Rhône-Alpes portent sur l'élection de 49 députés dans l'ancienne région administrative de Rhône-Alpes.

## Candidats déclarés aux élections législatives

### 01:Ain
- 1re circonscription (Bourg-en-Bresse)
  - Pierre Avinière (PCF)
  - Xavier Breton (UMP)
  - Marie-Lucienne Catherin (FN)
  - Jean-François Debat (PS)
  - Monique Duthu (Les Verts)
  - Bernard Favre (MEI)
  - Marc Pariot (UDF-MoDem)
  - Odile Huret (DVD)
  - Carole Guenard-Gerbaud (LCR)
  - Jacques Flechon (MPF)
  - Eric Lahy (LO)

- 2e circonscription (Ambérieux-Oyonnax-Nantua)
  - Jacques Cagnac (Les Verts)
  - Nicole de Lacheisserie (FN)
  - Marie-Lise Meunier (MEI)
  - Katia Philippe (PCF-collectifs antilibéraux)
  - Catherine Pidoux (PRG, soutenue par le PS)
  - Charles de La Verpillière (UMP)
  - Raoul Chavet (PT)
  - Bernard Leger (MPF)
  - Guy Largeron (LO)
  - Jean-Louis Seguret (MNR)
  - Yves Dagand (LCR)
  - Michel Fray (CPNT)
  - Pierre Ferrarese (UDF-MoDem)

- 3e circonscription (Bellegarde-Belley-Pays de Gex)
  - Étienne Blanc (UMP), sortant
  - Fabienne Faure (UDF-MoDem)
  - Maryse Favre (MEI)
  - Christine Franquet (Les Verts)
  - François Rigaud (PS)
  - Philippe Virard (collectifs antilibéraux, soutenu par le PCF)
  - Olivier Wyssa (FN)
  - Dolorès Goutailler(LO)
  - Maurice Juston (MPF)
  - Luc Bailly (LCR)
  - Elilie Albert (CPNT)
  - Jacques Marmorat (La France en action)

- 4e circonscription (Trévoux-Miribel-Villars)
  - Jacqueline Burgat (PCF)
  - Pierre Cormorèche (UDF-MoDem)
  - Christophe Greffet (PS)
  - Jean-Loup de Lacheisserie (FN)
  - Christel Michaud de Chaveyriat (MEI)
  - Claude Montessuit (Les Verts)
  - Michel Voisin (UMP), sortant
  - Hervé Le Maout (MPF)
  - Electre Dracos (LO)
  - Marie-Françoise Mandras (CPNT)
  - Catherine Vacle (Gauche Alternative)

### 07:Ardèche
- 1re Circonscription (Privas, Vallée de l'Eyrieux)
  - Pascal Terrasse : PS-PRG-MRC, député sortant.
  - Rachel Cotta : UMP
  - Robert Cotta : PCF
  - Cécile Moulain : LCR
  - Christiane Berthéas : FN
  - Gilles Bas : La France en action
  - Jean-Yves Imbert : UDF-MoDem
  - Christian Prada : Lutte ouvrière
  - Yvette Noilly : Les Verts
  - Nadège Le Toux : MPF
  - Marie-Odile Le Gorgeux : Sans Étiquette
  - Anne Alirol : Parti Occitan
  - Christian Lavis : Parti Social Libéral Européen
  - Marjorie Brottes : CPNT
- 2e Circonscription (Annonay-Tournon)
  - Gérard Weber : UMP, député sortant
  - Olivier Dussopt : PS-PRG-MRC
  - Jean Fantini : PCF
  - Michel Rouby : MNR
  - Odette Gorisse : LCR
  - Claude Richard : FN
  - Dominique Chambon : UDF-MoDem
  - Patrick Schoun : La France en action
  - Christophe Frachon : MPF
  - Jacques Dubay : Divers Droite
  - Jean-Claude Mourgues : Les Verts
  - Béatrice Cauvin : Lutte ouvrière
  - Brigitte Inglese : LE TREFLE - LES NOUV. ECOL. HOM-NAT-ANIM
  - Véronique Faure : CPNT
- 3e Circonscription(Aubenas-Largentière)
  - Jean-Claude Flory : UMP, député sortant
  - Véronique Louis : PS-PRG-MRC
  - Daniel Romet - Collectifs Antilibéraux, SEGA
  - Sandrine Lahoussine : La France en action
  - Yan Kindo : LCR
  - Sandrine Elvira : MNR
  - Colette Largeron : Lutte ouvrière
  - Mireille Ponton : PCF
  - Suzanne Laurent : FN
  - Jean-Pierre Deho : Sans Étiquette
  - Marie-Paul Finot : MPF
  - Bernard Brottes : CPNT
  - Joseph Surrel : UDF-MoDem
  - Stéphane Alaize : Sans : Étiquette
  - Éric Arnou : Les Verts

### 26:Drôme
- 1re circonscription (Valence-Tain)
  - Patrick Labaune (UMP, député sortant)suppléante Marlène Mourier
  - Zabida Nakib-Colomb (PS), suppléant Serge Blache
  - Danielle Garnier (PCF), suppléant Gérard Esson
  - Alain Terno (LO), suppléante Marie-Louise Landucci
  - Rosalie Kerdo (UDF-MoDem), suppléant Hervé Tane
  - Nathalie Franquet (FN), suppléant Simon Paraghamian
  - Michèle Rivasi (Les Verts), suppléant Patrick Lart
  - Marie-Odile Chevalier (LCR), suppléant Laurent Tulasne
  - Michel Capelasse (MEI -Mouvement écologiste indépendant), suppléant Joël Pascal
  - Laurence Baffert (MPF), suppléante Frédérique Taulelle
  - Geneviève Dussoulier (La France en action), suppléant Stéphan Lentzer
- 2e circonscription (Vallée du Rhône) (Éric Besson, Non Inscrit, ex-PS, député sortant, ne se représente pas)
  - Anne-Marie Rème-Pic (PS)
  - Franck Reynier (UMP)
  - Marie-Josée Bayoud-Torrès PCF
  - Adèle Kopff (LO)
  - Thierry Cornillet (UDF-MoDem)
- 3e circonscription (Drôme des Collines)
  - Hervé Mariton (UMP, député sortant)
  - Michel Grégoire (PS)
  - Joël Mottel (PCF)
  - Michel Piot (LO)
  - François Pegon (UDF-MoDem)
- 4e circonscription (Bourg de Péage-Romans)
  - Gabriel Biancheri (UMP, député sortant)
  - Catherine Coutard : MRC-PS
  - Jean-Marc Durand (PCF)
  - Marie-Christine Seemann (LO)
  - Gérard Oriol (UDF-MoDem)

### 38:Isère
- 1re circonscription (Grenoble est-Meylan)
  - Richard Cazenave (DVD, exclu de l'UMP), sortant
  - Geneviève Fioraso (PS)
  - Alain Carignon (UMP)
  - Philippe de Longevialle (UDF-MoDem)
  - Hugues Petit (FN)
  - Éléonore Perrier : Mouvement républicain et citoyen (MRC)
  - Marie-Odile Novelli (Les Verts)
  - Marie-France Monery (PCF)
  - Bruno Paliard (MPF)
  - Christophe Cloître
  - Gérard Dubois (La France en action)
  - Colette Montredon (Le Trèfle - Les nouveaux écologistes)
  - Anne Lise Kirchner (MEI)
  - Cécile Allibe (Ligue communiste révolutionnaire)
  - Danielle Mattrel (Lutte ouvrière)

- 2e circonscription (Echirolles-St Martin d'Hères-Vizille)
  - Lionel Coiffard (Les Verts)
  - Xavier Denizot (UDF-MoDem)
  - Michel Issindou (PS)
  - Isabelle Ove (FN)
  - René Proby (PCF)
  - Christine Savoureux (UMP)
  - Renzo Sulli (PCF dissident)

- 3e circonscription (Grenoble ouest-Fontaine-Sassenage)
  - Raymond Bailly (FN)
  - Nathalie Béranger (UMP)
  - Matthieu Chamussy (DVD, exclu de l'UMP)
  - Michel Destot (PS), sortant
  - Christine Garnier (Les Verts)
  - Nicolas Pinel (UDF-MoDem)
  - Guy Rabasa (Parti des travailleurs)

- 4e circonscription (La Mure-Bourg d'Oisans-Vercors)
  - Yann Casavecchia (Majorité présidentielle)
  - Vincent Fristot (Les Verts)
  - Didier Migaud (PS), sortant
  - René Robert (UDF-MoDem)
  - Marie-Agnès Vouriot (FN)

- 5e circonscription (St-Egreve-Chartreuse-Grésivaudan)
  - Patrick Seris
  - Elisabeth Petit
  - François Brottes (PS), sortant
  - Gilberte Billerey
  - Michel Savin (UMP)
  - Jean Ratte
  - Jacky Coche
  - Jean-Michel Gliner
  - Marc Lizère (UDF-MoDem)
  - Faouzia Delmotte
  - Marielle Court (FN)
  - Virginie Conte
  - Bruno Joux (Les Verts)
  - Myriam Dambicourt

- 6e circonscription (Bourgoin nord-La Tour du Pin)
  - Maurice Faurobert (FN)
  - Laurence Finet-Girard (PS)
  - Armelle Leroy-Camplan (UDF-MoDem)
  - Alain Moyne-Bressand (UMP), sortant
  - Serge Revel (Les Verts)
  - Francis Durant (Alternative libérale)
  - Jacky Ravaz (Parti des travailleurs)

- 7e circonscription (Bourgoin sud-L'Isle d'Abeau)
  - Élyette Croset Bay (PS)
  - Georges Colombier (UMP), sortant
  - Anne Frémaux (Les Verts)
  - Hugues Girard (FN)
  - Lionel Lacassagne (Énergies Démocrates-MoDem)
  - Claude Ageron (Parti des travailleurs)

- 8e circonscription (Vienne-Beaurepaire)
  - Jacques Remiller (UMP), sortant
  - Erwan Binet (PS)
  - Michèle Cédrin (UDF-MoDem)
  - Robert Arlaud (FN)
  - Roger Torgue (MRC)
  - Michel Wilson (Les Verts)

- 9e circonscription (Voiron-St Marcellin)
  - Annie Delapierre (FN)
  - Danièle Falchier (Les Verts)
  - Jacqueline Joannon (Cap21-MoDem)
  - Fabien de Sans Nicolas (UMP)
  - André Vallini (PS), sortant

### 42:Loire
- 1re circonscription (Saint-Étienne Nord)
  - Charles Perrot (FN)
  - Andrée Mary	(MNR)
  - Régis Juanico (PS) ELU
  - Sauveur Cuadros (LO)
  - Alain Pecel (PCF)
  - Pierre Bonnefoy (La France en action)
  - Gérard Tournaire (MPF)
  - Catherine Herbertz (Les Verts)
  - Yves Scaviner (Parti pour la décroissance)
  - Françoise Grossetete (UMP) BATTUE
  - Marie-Christine Plasse (La F.O.R.R.C.E.)
  - Florence Hirsch (LCR)
  - Rachid Oulmi	(Sans étiquette)
  - Gilles Artigues (UDF-MoDem), sortant.
  - Christine Calandra (Gauche alternative 2007)
  - Jean-Philippe Arsac 	(Le trèfle-les nouveaux écologistes Homme-Nature-Animaux)
  - Farida Bacha (MRC)

- 2e circonscription (Saint-Étienne Sud)
  - Jean Louis Gagnaire (PS) ELU
  - Denis Chambe (UDF-MoDem)
  - Christian Cabal (UMP), sortant BATTU
  - Lionel Massardier (MRC)
  - Paul Sordet (Alternative libérale)
  - Olivier Lafferrière (Gauche Alternative 2007)
  - Edith Roche (LO)
  - Yolande Chauvel (MNR)
  - Alain Crozier (La France en action)
  - Bruno Landriot (Sans étiquette)
  - Edmond Hubé	(MPF)
  - Véronique Naeglen (PCF)
  - Hélène Millot (LCR)
  - Xavier Chirignan (Rassemblement pour l’initiative citoyenne)
  - Olivier Longeon (Les Verts)
  - Bruno Clémentin (Parti pour la décroissance)
  - Idriss Bekka	(Sans étiquette)
  - François Dufossé (FN)
  - Madjid Merouane (La F.O.R.R.C.E.)

- 3e circonscription (Saint Chamond - Gier)
  - Simonne Hube (UDF-MoDem)
  - François Rochebloine (NC), sortant RÉÉLU
  - Christiane Farigoule(PS) BATTUE
  - Alain Fournier (MNR)
  - Dominique Chomienne (MPF)
  - André Moulin (LO)
  - Catherine Bony (Les Verts)
  - Christian Meunier (FN)
  - André Duport	(MEI)
  - Jean-Marc Séguillon (LCR)
  - Ginette Moulin (PCF)

- 4e circonscription (Firminy - Ondaine - Pilat)
  - Jean-Paul Chartron (PS) BATTU
  - Michèle Perez (UDF-MoDem)
  - Dino Cinieri (UMP), sortant RÉÉLU
  - Robert Heyraud (FN)
  - Denis Blondet (MNR)
  - Stéphane Poulard(LO)
  - Concétina Guinta (MPF)
  - Marc Faure (PCF)
  - Alain Lesage (Le trèfle-les nouveaux écologistes Homme-Nature-Animaux)
  - Anne de Beaumont (Les Verts)
  - Oidiaa Deveze (La F.O.R.R.C.E.)
  - Laurent Monon (LCR)

- 5e circonscription (Roanne, Loire nord-ouest)
  - Michel Boufferet (UDF-MoDem)
  - Yves Nicolin (UMP), sortant RÉÉLU
  - Laure Déroche (PS) BATTUE
  - Norbert Chetail (MPF)
  - Serge Alibert (Les Verts)
  - Séverine Brun (FN)
  - Gérard Dumas (PT)
  - Suzy Viboud (PCF)
  - Stéphane Dune (LCR)
  - Christine Estero (LO)
  - Antonio Caruso (Les Nouveaux Écologistes - Mouvement Homme - Animaux - Nature)
  - Claire Debroise (Génération écologie)

- 6e circonscription (Loire nord-est - Monts du Lyonnais)
  - Nicolas Poirieux (UDF-MoDem)
  - Sophie Robert (FN)
  - Pascal Clément (UMP), sortant RÉÉLU
  - Dominique Fruleux (PS) BATTUE
  - Bernard Chuzevillz (La France en action)
  - Francis Gruzelle (UDF, dissident)
  - Ludivine Joset (MPF)
  - Stanislas Markowka (Le trèfle-les nouveaux écologistes Homme-Nature-Animaux)
  - Patricia Ospelt (LCR)
  - Georges Suzan (PCF)
  - Christine Pessah (LO)
  - Jean Duverger (Les Verts)

- 7e circonscription (Montbrison - Monts du Forez)
  - Lucien Moullier (PRG, soutenu le PS)
  - Michelle Bory (UDF-MoDem)
  - Jean-François Chossy (UMP), sortant RÉÉLU

### Rhône

#### 1recirconscription
(Lyon sud)
- Michel Havard (UMP), secrétaire départemental du Rhône
- Anne-Marie Comparini (UDF-MoDem), sortante
- Thierry Braillard (PRG), soutenu par le PS
- Sabiha Ahmine (PCF)
- André Morin (FN)
- Bertrand Artigny (Les Verts)
- Raphaël Peuchot (MPF)
- Marie-Christine Pernin (LO)
- Florence Lavialle (LCR)

#### 2ecirconscription
(Lyon nord-ouest)
- Emmanuel Hamelin (UMP), sortant
- Vincent Cheynet, Objectif décroissance
- Jean-Loup Fleuret (UDF-MoDem)
- Pierre-Alain Muet (PS)
- Philippe Cartellier (Debout la République)
- Guylaine Gouzou-Testud (Les Verts)
- Jeanne d'Anglejean (MPF)
- Jean Luc Cipiere (Gauche alternative)
- Arlette Couzon (LO)
- Hicham Jabar (LCR)
- Louisa Epelbaum (Le Trèfle)
- Delphine de Reinach (Front national)
- Louis Lévêque (Parti communiste français)
- Evelyne Fédide (La France en action)

#### 3ecirconscription
(Lyon est)
- Jean-Michel Dubernard (UMP), sortant
- Azouz Begag (MoDem)
- Sophie Divry, Objectif décroissance
- Jean-Louis Touraine (PS)
- Karim Helal (PCF)
- Liliane Boury (FN)
- Pascale Bonniel-Chalier (Les Verts)
- Stéphane Labouche (MPF)
- Georges Mestres (LO)
- Françoise Chalons (LCR)

#### 4ecirconscription
(Lyon nord-est)
- Najat Vallaud-Belkacem (PS), sup. Jérôme Maleski
- Anne-Sophie Condemine (UDF-MoDem), sup. Christian Barqui
- Claudine Gracien (FN), sup. Patrick Meyronneinc
- Patrick Odiard (Les Verts)), sup. Mireille Roy
- Dominique Perben (UMP), sup. Dominique Nachury
- Gérard Vollory (Sans étiquette), sup. Nordine Saadna
- Nathalie Arthaud (LO), sup. Françoise Leclet
- Sylvie Pierron PCF, sup. Abou-Bakr Mashimango
- Claudette Venditelli (Le Trèfle, Les Nouveaux Ecologistes), sup. Martine Rodriguez
- Renaud Gaglione (LCR), sup. Maxime Michaud
- Stéphane Lallement (Alternative libérale et UMP dissident), sup. Robert Pilli
- Anne Bouzat (MPF), sup. Marie-Agnès FREY
- Anne-Françoise Gay (La France en action), sup. Marie-Josèphe Bour-Commarmond
- Marc Chinal (Après la monnaie)
- Yvan Bachaud (Rassemblement pour l’initiative citoyenne), sup. Frédéric Pellevet

#### 5ecirconscription
(Caluire-Neuville-Monts d'Or)
- Philippe Cochet (UMP), sortant
- Yves-Marie Uhlrich (UDF-MoDem, maire d'Écully)
- Marie-France Lambert (PS)
- Étienne Boursey (Les Verts)
- Dominique Vial (MRC)
- Patrick Dussud (PCF)

#### 6ecirconscription
(Villeurbanne)
- Pascale Crozon (PS)
- Henry Chabert (UMP)
- Lilian Zanchi (DVG, député sortant)
- Béatrice Vessiller (Les Verts)
- Ku Bukaka Kapela (Solidarité et progrès)
- Michèle Morel (MPF)
- Richard Morales (UDF-MoDem)
- Martine Richiardone (GA, Gauche Alternative/PCF)
- Philippe Bruneau (LO)
- Jean-Luc Maury (PT)
- Henri Guazzoni (La France en Action)
- Jacques Pellevet (Rassemblement pour l'initiative citoyenne)
- Stéphane Poncet (FN)
- Jean-Didier Verner (Nek)
- Edmond David (Le Trèfle, MHNA)
- Daniel Petitjean (CNIP)

#### 7ecirconscription
(Bron-Rillieux-Vaulx en Velin)
- Jean-François Debiol (UMP)
- Djamila Bourguerra (UDF-MoDem)
- Jean-Jack Queyranne (PS), sortant
- Alain Dequidt (Les Verts)
- Marie-France Vieux-Marcaud (PCF)

#### 8ecirconscription
(Tarare-L'Arbresle-Azergues-Limonest-Bois D'Oingt-Amplepuis-Thizy)
- Patrice Verchère (UMP)
- Véronique Toutant (Les Verts)
- Sheila McCarron (PS)
- Jean-Pierre Guillot (UDF-MoDem)
- Geoffroy Daquin (FN)
- Cyril Duvinage (LO)
- Christine Marie Rogelle (MPF)
- Andrée Zelez (PCF)

#### 9ecirconscription
(Villefranche-Beaujolais)
- Bernard Perrut (UMP), sortant
- Alexandre Chavannes (UDF-MoDem)
- Jérôme Saddier (PS)
- Jean-Michel Rival (Les Verts)
- Danielle Lebail-Coquet (PCF)

#### 10ecirconscription
(St Genis-Dardilly-Mts du Lyonnais sud)
- Christophe Guilloteau (UMP), sortant
- Yves Hartemann (UDF-MoDem)
- Georges Barriol (DVD)
- Florence Perrin (PS)
- Hélène Troncin (PCF)
- Jean-Charles Kohlhaas (Les Verts)
- Agnès Marion (FN)

#### 11ecirconscription
(Givors-Rhône sud)
- Georges Fenech (UMP), sortant
- Blandine Martin (UDF-MoDem)
- Anne-Marie Perret (FN)
- Albert Lévy (Les Verts)
- René Balme Gauche Alternative 2007- Antilibéral
- Jeff Gagneur (PS)

L'élection de Georges Fenech a été invalidée le 27 mars 2008. Lors d'une élection partielle son suppléant Raymond Durand a été élu le 1er juin 2008.

#### 12ecirconscription
Tassin-Oullins-Ouest Lyonnais
- Michel Terrot (UMP), sortant
- Gilles Pommateau (PS)
- Cyrille Isaac-Sybille (MoDem)
- Chantal Kerlan (Les Verts)
- Jérôme Pupat (MPF)
- Serge Tarassioux (PCF)

#### 13ecirconscription
St Priest-Décines-Meyzieu
- Philippe Meunier (UMP)
- Martine David (PS), sortante
- Véronique Moreira (Les Verts)
- Chantal Genthon (UDF-MoDem)
- Azedine Haffar (Diversité Républicaine, dissident PRG), conseiller municipal de Décines
- Bruno Gollnisch (FN)
- Gérard Andrieux (MPF)
- Yves Petiot (LO)
- Sylviane Moulia (LCR)
- Isabelle Chanvillard PCF
- Anne-Marie Dubost (DVD, UMP dissidente)
- Salah Boughanmi (RIC)
- Florence Gay (MEI)
- Khalima Dahmouche-Benz (FA)

#### 14ecirconscription
Vénissieux-St Fons
- Maurice Denis (UMP)
- Saliha Mertani (UDF-MoDem)
- André Gerin (PCF), sortant
- Yves Blein (PS)
- Geneviève Soudan (Les Verts)

### 73:Savoie
- 1re circonscription (Aix les Bains-Chambéry nord)
  - Dominique Dord (UMP), sortant
  - Virginie Ferroux (PS)
  - Yann Bezat (UDF-MoDem)
  - Véronique Drapeau (FN)
  - Jacques Girard (DVD)
  - Nicole Guilhaudin (Les Verts)
  - Djamel Kerriche (PCF-MRC)
  - Nabil Yahiaoui (LCR)
  - Françoise Lainez (LO)
  - Jean-François Portay (MPF)
  - Mireille Bouvier (LFA)
  - Geneviève Dupretz (Ligue savoisienne-MRS)
- 2e circonscription (Albertville-Bourg St Maurice-Moutiers)
  - Robert Bonnet-Ligeon (FN)
  - Maurice Martinet (Parti National Radical)
  - Hervé Gaymard (UMP)
  - Marie Thèrèse Berger (Gaulliste)
  - Jean-François Girard (Cap21-UDF-MoDem)
  - André Vairetto (PS)
  - Alexandra Cusey (Les Verts)
  - Gilles Cointy (PCF)
  - Catherine Brun (Lutte ouvrière)
  - Orianne Champanhet (LCR)
  - Alain Ract (Ligue savoisienne-MRS)
  - David Gros (MPF)
  - Sylvie Tripier-Berlioz (LFA)
  - Philippe Poncet (PDF)
  - Jérôme Walle (DVE)
- 3e circonscription (Chambéry sud-Maurienne)
  - Michel Bouvard (UMP), sortant
  - Bernadette Laclais (PS)
  - Patrick Mignola (UDF-MoDem)
  - Josiane Malandri (Génération écologie)
  - Elodie Guillerme (Les Verts)
  - Jean Blanc (Ligue savoisienne-MRS)
  - Myriam Combet (LCR)
  - Marie-Jeanne Megevand (FN)
  - Michel Vallet (PCF)
  - Renée Laurent (PT)
  - Daniel Dufreney (CNIP)
  - Jean-Paul Lang (LO)
  - Ghislaine Socquet-Juglard (LFA)
  - Dominique Tedesco (DVG)
  - Marthe Fauvel (MNR)
  - Angela Tedesco (MPF)
  - Akim Zeraibi (SE)

### 74:Haute-Savoie
- 1re circonscription (Cantons : Annecy-Nord-Ouest, Annecy-le-Vieux, Cruseilles, Frangy, Rumilly, Seyssel, Thorens-Glières)
  - 56,07 % Bernard Accoyer suppléant : François-Éric Carbonnel (UMP), sortant, élu
  - 25,94 % Sylvie Gillet de Thorey suppléant : Bernard Bachasson (PS + PRG + MRC)
  - 4,77 % Jacques Vassieux suppléant : Philippe Métral (FN)
  - 3,55 % Jean-Marie Décout suppléante : Simone Dalex (Les Verts)
  - 2,26 % Roland Dufournet suppléante : Marie-Agnès Morand (FEA)
  - 1,64 % Didier Jouffrey suppléante : Nicole Guevin (MPF)
  - 1,49 % Nicole Paleyron suppléant : Olivier Bitterlin (MEI)
  - 1,47 % Éliane Chazal suppléant : Patrick Destrebecq (PCF)
  - 1,14 % Jean-Paul Macé suppléante : Véronique Duperron (LO + soutien LCR)
  - 1,10 % Annie Duthoit suppléant : Jean-Marie Mora (Le Trèfle - NEHNA)
  - 0,55 % Michel Maurice suppléant : Pierre Belloir (PT)
  - 0,01 % Patrice Abeille suppléant : Thierry Tissot-Dupont (Ligue savoisienne-MRS)
- 2e circonscription (Cantons : Alby-sur-Chéran, Annecy-Centre, Annecy-Nord-Est, Faverges, Seynod, Thônes)
  - 34,16 % Lionel Tardy suppléante : Marie-Claude Savignac (sans étiquette, droite), ballottage
  - 25,73 % Bernard Bosson suppléant : Thomas Bree (NC), sortant, ballottage
  - 19,68 % Claire Donzel suppléant : Jean Boutry (PS),
  - 6,98 % Thierry Billet suppléante : Catherine Chotin (Les Verts)
  - 4,23 % Marie Favre suppléant : André Piriou (FN)
  - 2,46 % Bethsabée Lunel suppléant : Bernard Nemoz (LCR+ soutien LO)
  - 1,95 % Nadia Chaumeton suppléante : Virginie Redinger (FEA)
  - 1,53 % Jeanne Martini suppléante : Corinne Gasquez (Le Trèfle - NEHNA)
  - 1,42 % Gilles Ravache suppléante : Mauricette Charlet (PCF)
  - 1,19 % Jean-Pierre Dagand suppléant : Jean Habran (PT)
  - 0,63 % Marie-Christine Montastier suppléant : Louis Candotto (MNR)
  - 0,05 % Evelyne Anthoine suppléante : Fernande Thiblier-Matrat (Ligue savoisienne-MRS)
- 3e circonscription (Cantons : Bonneville, Chamonix-Mont-Blanc, Cluses, Saint-Gervais-les-Bains, Sallanches, Scionzier)
  - 54,78 % Martial Saddier suppléant : Raymond Turri (UMP), sortant, élu
  - 13,30 % Sébastien Montessuit suppléante : Françoise Memel (PS)
  - 9,40 % Jean-Marc Peillex suppléant : Marcel Marquet (sans étiquette, droite)
  - 7,09 % Angélique Ballet-Baz suppléant : Pascal Ducrettet (UDF-MoDem)
  - 6,31 % Dominique Martin suppléant :Stéphan Wasielewski (FN)
  - 3,79 % Olivier Marouzé suppléante : Jocelyne Leclerc (Les Verts)
  - 1,70 % Roland Pourraz suppléante : Véronique Adam (PCF)
  - 1,24 % Alain Urbain suppléante : Yvonne barnaud (Le Trèfle - NEHNA)
  - 0,94 % Pascale Trouvé suppléant : Pierre Michallet (LO+ soutien LCR)
  - 0,81 % Anne Deverchère suppléante : Alexandra Falson (FEA)
  - 0,60 % Maud Chouanard suppléant : Christian Ledoux (MPF)
  - 0,03 % Jo Dupraz suppléant : Thierry Béné (Ligue savoisienne-MRS)
- 4e circonscription (Cantons : Annemasse-Nord, Annemasse-Sud, Reignier, La Roche-sur-Foron, Saint-Julien-en-Genevois)
  - 53,67 % Claude Birraux suppléant : Julien Bouchet (UMP), sortant, élu
  - 15,49 % Ali Harabi suppléant : Dominique Lachenal (PS)
  - 12,53 % Antoine Vielliard suppléante : Catherine Casimir (UDF-MoDem)
  - 4,57 % Joëlle Regairaz suppléant : Arnaud Hespelle (FN)
  - 3,53 % Martine Feraille suppléant : Christian Curdy (Les Verts)
  - 2,27 % Maryse Creveau suppléant : Mario Di Nicolantonio (LCR + soutien LO)
  - 1,74 % Annie Anselme suppléant : Bernard Muraz (PCF)
  - 1,26 % Laurent Natale suppléante : Danielle Rossier (GE)
  - 1,19 % Muriel Menancy suppléant : Jacques Giordano (Le Trèfle - NEHNA)
  - 1,17 % Emmanuel Brunet suppléant : François Martigny (FEA)
  - 1,13 % Anne Langevin-Libersa suppléant : Nicolas Auvray (GA 2007)
  - 0,96 % Laure Ganuchaud suppléant : Stéphane Boccon (MPF)
  - 0,50 % Farid Azibi suppléant : Jérôme Giguet (PRN)
  - 0,01 % Anne-Marie Rosset suppléante : Marie Thérèse Béné(Ligue savoisienne-MRS)
- 5e circonscription (Cantons : Abondance, Le Biot, Boëge, Douvaine, Évian-les-Bains, Saint-Jeoire-en-Faucigny, Samoëns, Taninges, Thonon-les-Bains-Est, Thonon-les-Bains-Ouest)
  - 49,28 % Marc Francina suppléant : Serge Pittet (UMP), sortant, ballottage
  - 16,81 % Clotilde Verguet suppléant : Jean-Paul Moille (PS), ballottage
  - 16,23 % Bernard Bouvier suppléant : Jean-Pierre Fillion (UDF-MoDem), ballottage
  - 3,91 % Christelle Thabuis suppléant : Christophe Ervais (FN)
  - 3,51 % Josiane Scheppler suppléant : Thierry Le Flanchec (Les Verts)
  - 2,14 % Hervé Dufresne suppléante : Candie Callu (PCF)
  - 1,96 % Éric Decottegnie suppléant : Pierre Rossi (MPF)
  - 1,69 % Bernard Talles suppléant : Albert Cabot (Le Trèfle - NEHNA)
  - 1,37 % Anne-Marie Bataille suppléant : Romain Laurent(FEA)
  - 1,05 % Christian Prior suppléant : Jacques Mattéi (LO+ soutien LCR)
  - 1,02 % Denis Baratay suppléante : Dorris Bourguignon (CPNT)
  - 0,94 % Éric Hintermann suppléant : Gilles Ambert (PRG)
  - 0,11 % Alain Burtin suppléante : Annie Mayer-Lebosse (Ligue savoisienne-MRS)